# Divisione No. 23 (Manitoba)
La Divisione No. 23, o Churchill - Northern Manitoba (parte della Northern Region) è una divisione censuaria del Manitoba, Canada di 8.252 abitanti.

## Comunità
- Churchill
- Gillam
- Leaf Rapids
- Lynn Lake

### Prime nazioni indiane
- Brochet
- Churchill
- Fox Lake
- Highrock
- Lac Brochet
- Pukatawagan
- Shamattawa
- South Indian Lake